# Banijasz
Banijasz (arabul بانياس Bāniyās) egy 42 000 lakosú város Szíriában, Tartúsz kormányzóságban, a róla elnevezett kerületben.

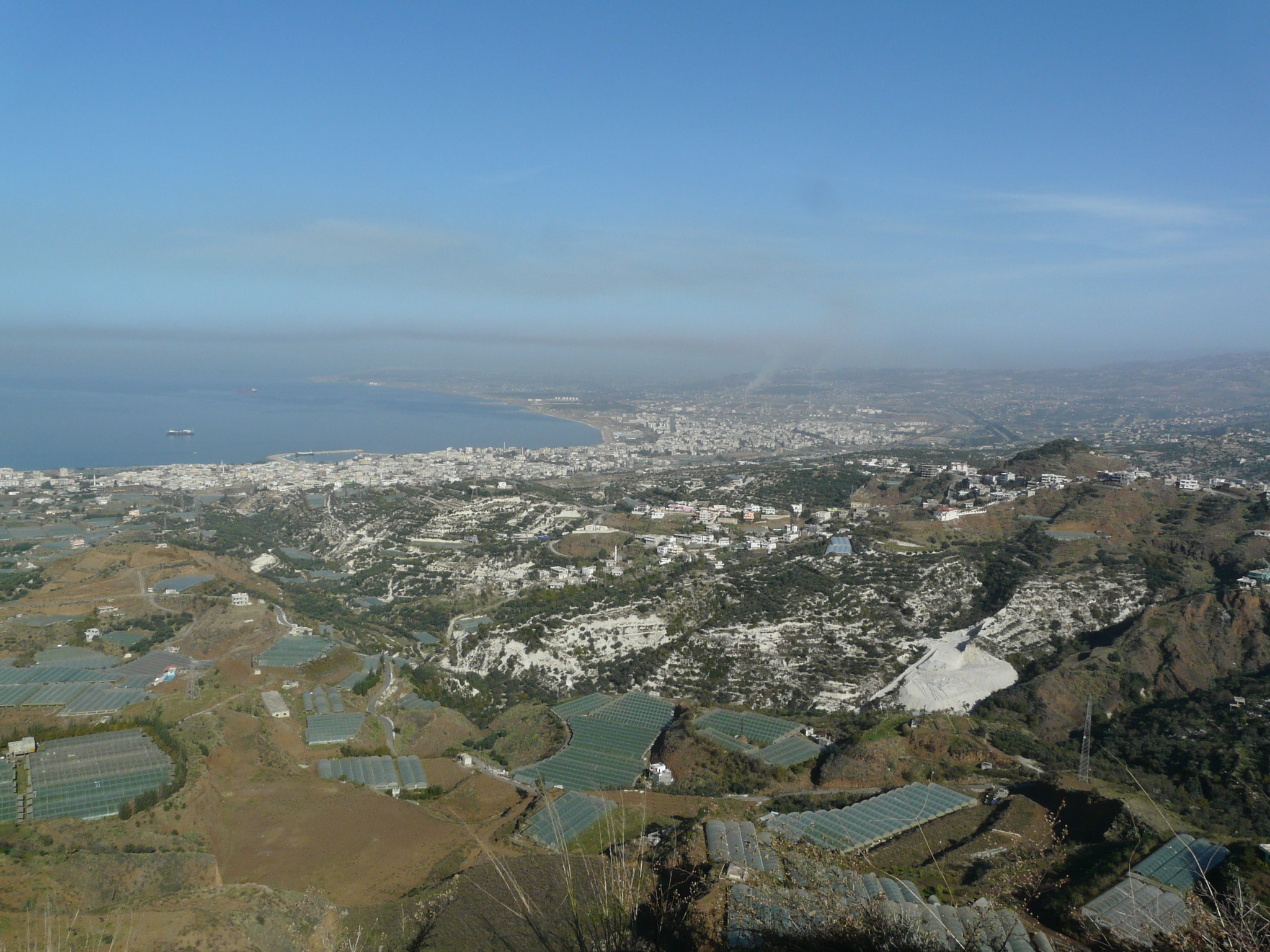
Banijasz látképe

## Fekvése
Szíria nyugati részén, a Földközi-tenger partján található, 18 m tengerszint feletti magasságon, Tartúsztól 43 km-re északra, Damaszkusztól 284 km-re északnyugatra.

## Története
A várost a föníciaiak alapították, akik egy fontos tengeri kikötőt hoztak itt létre Balemia néven. Később, a hellenisztikus időkben Leucas néven vált ismertté, majd a római hódítást követően a Balanaea nevet vette fel. A 4. század elején a város lakosságának jelentős része már keresztény volt, a város püspöke részt vett a 325-ös nicea-i zsinaton is.
A 7. században arabok hódították meg Szíria többi részével együtt, majd a 12. század elején - az ekkor már Banijasz nevet viselő város - a keresztes hadjáratok során alapított Tripoliszi Grófság uralma alá került, akik Banijasz várát megerősítették és a Grófság egyik fontos végvárává tették. A 13. század folyamán azonban végleg visszakerült muszlim uralom alá.
Banijasz jelentős szerephez a modernkorban, a szíriai polgárháború kezdeti szakaszában jutott, amikor az ország több más városához hasonlóan itt is tüntetések kezdődtek a gazdasági problémák orvoslásáért és a politikai elnyomás csökkentéséért. A rendfenntartók erőszakos beavatkozása miatt azonban a demonstrációk zavargássá, majd fegyveres felkeléssé fajultak. A lázadás leverésére a szíriai hadsereg tankokkal indított offenzívát több város, így Banijasz ellen is. A május 7. és május 14. között tartó ostrom a hadsereg győzelmével végződött, a harcokban 10 ellenzéki és 6 katona vesztette életét.
2013 tavaszán szunnita lázadók ismét harcokat kezdeményeztek a város környékén, melynek eredményeként a szíriai hadsereg május 3-án Banijasz szunniták által lakott negyedében legyilkolt 62 - 77 civilt.